# 許廷用
許廷用（1502年—？），初名疇，字惟範，號南洲，福建泉州府同安縣金門珠浦（今日金門金城鎮）人。明朝政治人物。

## 生平
正德十年（1515年）乙亥，補生員，改名廷用，習《周易》，補廣東化州學正，母喪丁憂後，起用，補河南許州學正。
嘉靖十九年（1540年），應庚子科河南鄉試，中第六名舉人；次年（1541年）聯捷進士。授江西新喻知縣，陞南京戶部主事，為官廉潔，當時人視之如葉宗行、陸公紀。
嘉靖三十九年（1560年），倭寇侵犯金門時，許廷用率領鄉勇，又命縣令譚維鼎派了十餘名火銃手，死命抵抗，殺了倭寇與間諜共十幾人，擊退了倭寇，因而名聞鄉里。

## 家族
曾祖許文成；祖父許正衷；父許鍾會。母林氏。严侍下。

## 著作
曾主持編修《銀同浯江珠浦許氏族譜》及《澎湖後寮高陽許氏族譜》，著有《南洲詩文集》、《都督俞公生祠記》。